# Кітера
Кі́тера, або Кі́фіра (грец. Κύθηρα, Kýthira) — острів в Егейському морі, на півдні Греції. Входить до групи Іонічних островів. В античності — місце розташування храму Афродіти Кітерійської, головного центру культу Афродіти. Під час венеційського панування в XIV-XVIII століттях мав назву Черіго (італ. Cerìgo). Адміністративний центр острова — місто Кітера. Площа — 27.360 км². Населення — 3354 особи (2001).

## Назва
- Кі́тера (дав.-гр. Κύθηρα, Kýthera; лат. Cythera) — антична назва.
- Кі́фера (дав.-гр. Κύθηρα, Kýthera) — візантійська назва.
- Кі́фіра, або Кіт́іра (грец. Κύθηρα, Kýthira, МФА: [ˈciθira]) — сучасна грецька назва, за дімотікою.
- Чері́го (італ. Cerìgo) — італійська, венеційська назва.

## Географія
Рельєф гористий. Гори — Палеокастро (253 м).

## Історія
На початку II тисячоліття до н. е. острів перебував під впливом мінойської цивілізації. У 424 до н. е. підпав під контроль Афінам. Пізніше тут послідовно правили римляни та візантійці. Після захоплення Константинополя в 1204 році під час IV хрестового походу, Кітера опинилась в складі частки в 3/8 територій Візантійської імперії, яка за домовленностями між організаторами походу відійшла Венеційській республіці, в складі якої Кітера перебувала до моменту, коли ліквідації республіки Наполеоном у 1797 році. І в часи візантійського, і в часи венеційського правління, мешканці острова часто ставали жертвами нападів берберських піратів з Північної Африки. У 1800—1807 роках острів входив до складу Республіки Семи Островів. Нарешті 21 травня 1864 р. острів був приєднаний до Грецької Республіки.
Найбільша кількість населення у піковий період розвитку острова (1864 рік) склала близько 14 тисяч чоловік. В 20 ст. чисельність мешканців значно зменшилась: більшість з них виїхала та оселилась на материковій частині Греції. Кітера розташований в зоні високої сейсмічної активності, 8 січня 2006 року тут було зареєстровано потужний землетрус.
Острів має свій власний порт на Діякофті, який підтримує сполучення із островом Антикітера, портом Пірей та Неаполь, островом Крит. Існує також аеропорт на відстані 8 км від столиці острова міста Кітера — Національний аеропорт острів Кітера.

### Замок Хора в м. Кітера

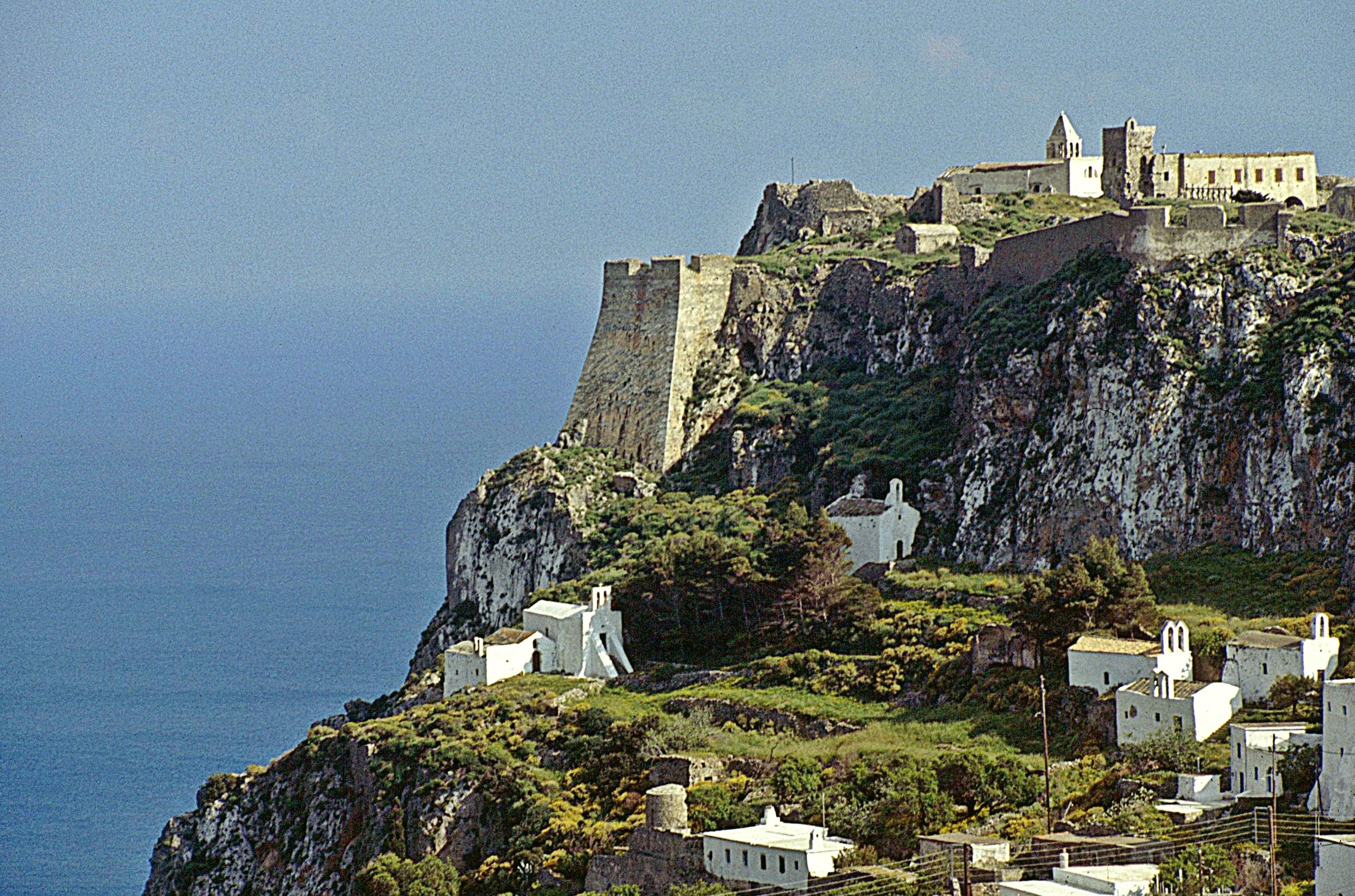
Замок Хора в м. Кітера

В місті Кітера на домінуючій висоті (200 м.) розташовано замок Хора, побудований венеційцями в XIII — XVI століттях, який слугував резиденцією венеційською губернатора острова та британського Верховного комісара. Замок, розташований в стратегічному місті, вважався неприступним та називався "Критським оком" або "Оком грецьких морів", оскільки дозволяв контролювати судноплавство одразу в трьох морях: Іонічному, Егейському та Критському, та морський шлях між островами Кітера та Антікітера.
В замку залишилась забудова з в'язниці, порохового складу, церков та двоповерхових будинків, які щільно забудовували східну частину замку, а також склепінчаста цистерна для запасів води.
Докладніше: Замок Хора (Кітера)

## Персоналії
- Валеріос Стаіс — грецький археолог, відкривач Антикітерського механізму.

## У поп-культурі

### Відеоігри
- Assassin's Creed Odyssey (2018) — у грі представлена 3-D модель острова часів Пелепоннеської війни.